# Tafalisca maroniensis
Tafalisca maroniensis är en insektsart som beskrevs av Lucien Chopard 1929. Tafalisca maroniensis ingår i släktet Tafalisca och familjen syrsor. Inga underarter finns listade i Catalogue of Life.